# 彭而述
彭而述（1611年—？），字子篯，号禹峰，河南汝宁府鄧州籍江西新喻县人。明末清初政治人物、同進士出身。

## 生平
詩三房。丙辰年十二月十三日生。崇禎九年丙子科河南乡试第十九名举人，十三年（1640年）庚辰科会试第197名，三甲185名進士，與方以智同年。兵部观政，授官阳曲知县，因母喪归里。和王鐸至交。爱新觉罗·阿济格推荐彭而述，督学湖北湖南一带，补分守湖南的永州道县，六年正月被革职为民。十四年八月起复，以原衔管分巡上湖南道副使事。十六年七月升云南按察使司副使、管云南布政使司右布政使事，十七年十月升广西布政使司参政、桂林道，康熙元年（1662年）十一月升贵州按察使，三年三月升任广西右布政使，七月改任云南布政使司右布政使、管左布政使事。與宋琬、申涵光等以詩聞名於世，時稱江北七子。著有《滇黔》、《燕楚》。。

## 家族
先世居住江西臨江府新喻縣。洪武初，始祖彭資孔徙居鄧州，定居禹山。曾祖彭倫。祖父彭进贤。父彭彬。

## 延伸阅读
[在维基数据编辑]
 《清史稿/卷247》，出自趙爾巽《清史稿》